# Maurolicinae
Sous-famille
Les Maurolicinae sont une sous-famille de poissons téléostéens.

## Liste des genres
Selon ITIS:
- genre Araiophos Grey, 1961
- genre Argyripnus Gilbert & Cramer, 1897
- genre Danaphos Bruun, 1931
- genre Maurolicus Cocco, 1838
- genre Sonoda Grey, 1959
- genre Thorophos Bruun, 1931
- genre Valenciennellus Jordan & Evermann in Goode & Bean, 1896